# Stibiopalladinit
Stibiopalladinit, veraltet auch als Allopaladium oder Eugenesit bekannt, ist ein selten vorkommendes Mineral aus der Mineralklasse der „Sulfide und Sulfosalze“. Es kristallisiert im hexagonalen Kristallsystem mit der Zusammensetzung Pd5Sb2, ist also chemisch gesehen ein Palladium-Antimonit.
Stibiopalladinit ist in jeder Form undurchsichtig und entwickelt nur mikroskopisch kleine Kristalle bis etwa 200 Mikrometern Größe mit hexagonalem, tafeligem Habitus und starkem Metallglanz. Meist findet er sich allerdings in Form von gerundeten Körnern und derben, mit Sperrylith verwachsenen Aggregaten von silberweißer bis stahlgrauer Farbe mit rosa Stich (in polierten Bereichen auch gelblichweiß).

## Etymologie und Geschichte
Das Mineral wurde 1927 von H. R. Adam in seiner Typlokalität, der Tweefontein Farm im Bushveld-Komplex in Südafrika gefunden. Er benannte es nach den enthaltenen Elementen Palladium und Antimon (lateinisch stibium). Adam bestimmte die Zusammensetzung des Minerals zunächst auf Pd3Sb, bei der Erforschung von Mertieit stellte George A. Desborough jedoch die korrekte Zusammensetzung Pd5Sb2 fest.

## Klassifikation
In der veralteten 8. Auflage der Mineralsystematik nach Strunz gehörte der Stibiopalladinit zur Mineralklasse der „Sulfide und Sulfosalze“ und dort zur Abteilung „Legierungen (und legierungsartige Verbindungen) von Metallen mit den Halbmetallen As, Sb, Bi“, wo er gemeinsam mit Arsenopalladinit in der „Arsenopalladinit-Reihe“ mit der Systemnummer II/A’.04 steht.
In der zuletzt 2018 überarbeiteten Lapis-Systematik nach Stefan Weiß, die formal auf der alten Systematik von Karl Hugo Strunz in der 8. Auflage basiert, erhielt das Mineral die System- und Mineralnummer II/A.05-080. Dies entspricht der Klasse der „Sulfide und Sulfosalze“ und dort der Abteilung „Legierungen und legierungsartige Verbindungen“, wo Stibiopalladinit zusammen mit Arsenopalladinit, Atheneit, Genkinit, Isomertieit, Majakit, Menshikovit, Mertieit, Miessiit, Naldrettit, Palladoarsenid, Palladobismutoarsenid, Palladodymit, Polkanovit, Pseudomertieit, Rhodarsenid, Stillwaterit, Törnroosit, Ungavait, Vincentit und Zaccariniit eine unbenannte Gruppe mit der Systemnummer II/A.05 bildet.
Die von der International Mineralogical Association (IMA) zuletzt 2009 aktualisierte 9. Auflage der Strunz’schen Mineralsystematik ordnet den Stibiopalladinit in die Klasse der „Sulfide und Sulfosalze (Sulfide, Selenide, Telluride, Arsenide, Antimonide, Bismutide, Sulfarsenide, Sulfantimonide, Sulfbismutide)“ und dort in die Abteilung „Legierungen und legierungsartige Verbindungen“ ein. Hier ist das Mineral in der Unterabteilung „Legierungen von Halbmetallen mit Platin-Gruppen-Elementen (PGE)“ zu finden, wo es als einziges Mitglied eine unbenannte Gruppe mit der Systemnummer 2.AC.20a bildet.
In der vorwiegend im englischen Sprachraum gebräuchlichen Systematik der Minerale nach Dana hat Stibiopalladinit die System- und Mineralnummer 02.03.03.01. Das entspricht der Klasse der „Sulfide und Sulfosalze“ und dort der Abteilung „Sulfidminerale“. Hier findet er sich innerhalb der Unterabteilung „Sulfide – einschließlich Selenide und Telluride – mit der Zusammensetzung AmBnXp, mit (m+n):p = 5:2“ in einer unbenannten Gruppe mit der Systemnummer 02.03.03, in der auch Palarstanid eingeordnet ist.

## Bildung und Fundorte
Stibiopalladinit ist ein seltener Bestandteil von Platinvorkommen. Es ist vergesellschaftet mit Braggit, Cooperit, Mertieit, Sperrylit, Platin-Eisen-Kupfer-[Nickel]-Legierungen, Genkinit, Platarsit, Chromit, Chalkopyrit, Pentlandit, Pyrrhotin, Geversit, Gold und Violarit.
Es ist eine Reihe an Fundorten des Minerals bekannt. Zu diesen zählen neben der Typlokalität Abberode und Zorge im Harz (Deutschland), Goodnews Bay im US-Bundesstaat Alaska, Lydenburg und weitere Fundorte in Südafrika, Chocó in Kolumbien, Norilsk und Slatoust in Russland, Lac des Îles in der kanadischen Provinz Ontario.

## Kristallstruktur
Stibiopalladinit kristallisiert im hexagonalen Kristallsystem in der Raumgruppe P63cm (Raumgruppen-Nr. 185) mit den Gitterparametern a = 7,61 Å und c = 14,21 Å sowie 6 Formeleinheiten pro Elementarzelle.